# Эспиноса, Джованни
Джованни Патрисио Эспиноса Пабон (исп. Giovanny Patricio Espinoza Pabón; 12 апреля 1977, Эквадор) — эквадорский футболист, защитник. Выступал за национальную команду. Участник финальной стадии чемпионата мира 2002 и чемпионата мира 2006.

## Биография
Джованни Патрисио Эспиноса Пабон начал свою профессиональную спортивную карьеру в 1997 году в составе клуба «Аукас». В сезоне 2001/02 выступал в чемпионате Мексики, но без особого успеха. В 2003 году пошёл на повышение в столичный ЛДУ, в котором он стал чемпионом Эквадора в 2004 году. Кроме того, в том же году с ЛДУ он вышел в 1/8 Кубка Либертадорес, а в конце года достиг полуфинала Южноамериканского кубка.
За свою скорость и физические данные Эспиноса получил от болельщиков прозвище La Sombra, что означает тень (высокий рост позволяет отбрасывать длинные тени на поле при искусственном освещении).
В 2002 и 2006 выступал в составе сборной Эквадора в финальной стадии чемпионата мира. В последнем случае он был кандидатом на попадание в символическую сборную турнира.
Эспиноса занимает второе место за всю историю сборной Эквадора по количеству проведённых матчей, уступая лишь Ивану Уртадо (157 игр). Эти двое футболистов держат мировой рекорд по числу совместных проведённых матчей подряд в качестве связки в центре поля — 65 с 1999 года. Кроме того, Эспиноса с Уртадо провели наибольшее число квалификационных матчей к чемпионатам мира среди всех футболистов на планете.
В составе сборной Эспиноса также принимал участие в Кубке Америки 2001, 2004 и 2007 годов.
14 января 2008 года Эспиноса стал игроком бразильского «Крузейро». На поле он демонстрировал хорошую игру и проявлял лидерские качества, вдохновлявшие партнёров на удачную игру. По итогам сезона 2008 «Крузейро» пробился в Кубок Либертадорес. К Джованни стали проявлять интерес аргентинский «Ривер Плейт», а также ряд английских клубов.
15 января 2009 года Эспиноса, по просьбе своего давнего знакомого Бенито Флоро, вернулся в чемпионат Эквадора, на сей раз в «Барселону». В июне того же года английский «Бирмингем Сити» объявил о подписании контракта с эквадорским игроком. В Бирмингеме он будет выступать совместно с другим лидером эквадорской сборной — Кристианом «Чучо» Бенитесом.